# 边凤
边凤，东汉陈留郡人，曾任京兆尹，有能干的名声。京兆人说：“前有赵张三王（赵广汉、张敞、王尊、王章、王骏），后有边延（边凤、延笃）二君。”